# Boa Saúde
Boa Saúde (antigamente chamada de Januário Cicco) é um município brasileiro do estado do Rio Grande do Norte. De acordo com estimativa do Instituto Brasileiro de Geografia e Estatística (IBGE), no ano de 2024 sua população era de 8.836 habitantes.

## Geografia
O município de Boa Saúde está localizado na microrregião Agreste Potiguar, e na Zona Homogênea de Planejamento Agreste do Estado. Seu território perfaz 170,737 km²  km², ocupando 0,35% do território do estado do Rio Grande do Norte, sendo ainda abrangido pela Bacia Trairi em sua maioria, e a parte sul é abrangida pela Bacia do Jacu. A altitude da sede é de aproximadamente 104 metros e as coordenadas geográficas dessa área está a 6° 09’ 30” S e 35° 36’ 02” O. Integra a Região Agreste, limitando-se com os municípios de Macaíba e Bom Jesus a norte; São José do Campestre, Serrinha e Lagoa de Pedras a sul; Vera Cruz, Lagoa Salgada e Monte Alegre a leste; Senador Elói de Souza, Serra Caiada e Tangará a oeste.

### Subdivisões
O município é composto por um distrito: Córrego de São Mateus,  criado pela lei estadual nº 2.929, de 24 de novembro de 1963.

### Clima
O clima é tipo Bsh, segundo Classificação de Köppen, ou seja, semiárido.  Segundo a Empresa de Pesquisa Agropecuária do Rio Grande do Norte (EMPARN), que possui dados pluviométricos de Boa Saúde desde julho de 1962, o maior acumulado de chuva em 24 horas alcançou 185 mm em 29 de maio de 1974, seguido por 184 mm em 28 de novembro de 2023, 149,2 mm em 3 de abril de 1997. O mês mais chuvoso da série histórica foi janeiro de 2004, com 364,9 mm, sendo os recordes anuais registrados em 1974 (1 573 mm), 1964 (1 304,4 mm) e 2000 (1 188,4 mm). Desde janeiro de 2019, quando a Empresa de Pesquisa Agropecuária do Rio Grande do Norte (EMPARN) instalou uma estação meteorológica automática em Boa Saúde, a menor temperatura registrada aconteceu em 25 de agosto de 2020, com mínima de 16 °C, e a maior em 2 de março de 2022, quando a máxima atingiu 35,9 °C.
| Dados climatológicos para Boa Saúde                                                             | Dados climatológicos para Boa Saúde | Dados climatológicos para Boa Saúde | Dados climatológicos para Boa Saúde | Dados climatológicos para Boa Saúde | Dados climatológicos para Boa Saúde | Dados climatológicos para Boa Saúde | Dados climatológicos para Boa Saúde | Dados climatológicos para Boa Saúde | Dados climatológicos para Boa Saúde | Dados climatológicos para Boa Saúde | Dados climatológicos para Boa Saúde | Dados climatológicos para Boa Saúde | Dados climatológicos para Boa Saúde |
| Mês                                                                                             | Jan                                 | Fev                                 | Mar                                 | Abr                                 | Mai                                 | Jun                                 | Jul                                 | Ago                                 | Set                                 | Out                                 | Nov                                 | Dez                                 | Ano                                 |
| ----------------------------------------------------------------------------------------------- | ----------------------------------- | ----------------------------------- | ----------------------------------- | ----------------------------------- | ----------------------------------- | ----------------------------------- | ----------------------------------- | ----------------------------------- | ----------------------------------- | ----------------------------------- | ----------------------------------- | ----------------------------------- | ----------------------------------- |
| Temperatura máxima recorde (°C)                                                                 | 35,6                                | 35,6                                | 35,9                                | 35,7                                | 35,8                                | 33,6                                | 33,3                                | 33                                  | 34,5                                | 35,3                                | 35,3                                | 35,5                                | 35,9                                |
| Temperatura mínima recorde (°C)                                                                 | 20,2                                | 20,6                                | 20,4                                | 20,7                                | 19,3                                | 16,3                                | 17                                  | 16                                  | 17,3                                | 18,3                                | 20,7                                | 19,9                                | 16                                  |
| Precipitação (mm)                                                                               | 44,4                                | 57,7                                | 98,8                                | 123,9                               | 93,5                                | 105,2                               | 88,8                                | 43,9                                | 21,6                                | 4,9                                 | 9,2                                 | 12,9                                | 704,8                               |
| Fonte: EMPARN (recordes de temperatura: 25/01/2019-presente; médias de precipitação: 1962-2020) |                                     |                                     |                                     |                                     |                                     |                                     |                                     |                                     |                                     |                                     |                                     |                                     |                                     |

## Demografia
A população de Boa Saúde no censo demográfico de 2022 era de 9.051  habitantes, sendo o 77º município mais populoso do Rio Grande do Norte e apresentando uma densidade populacional de 48,13 km². Desse total, 3.209 habitantes viviam na zona urbana (35,6%) e  5.802 na zona rural (64,4%) .Ao mesmo tempo, 4.374 pessoas eram do sexo feminino (48,54%) e 4.637  do sexo masculino (51,46%), tendo uma razão de sexo de 106,1. Quanto à faixa etária, 5.642 tinham entre 15 e 64 anos (62,61%), 2.576 menos de 15 anos (28,59%) e 793 65 anos ou mais (8,80%).
O Índice de Desenvolvimento Humano do município é considerado baixo, de acordo com dados do Programa das Nações Unidas para o Desenvolvimento. Segundo dados do relatório de 2010, divulgados em 2013, seu valor era de 0,574, sendo o  141º maior do Rio Grande do Norte. Considerando-se apenas o índice de longevidade, seu valor é de 0,771 , o valor do índice de renda é de 0,511 e o de educação é de 0,481. Em 2010, 43,8% da população vivia acima da linha de pobreza, 32,7% abaixo da linha de indigência e 23,5% entre as linhas de indigência e de pobreza. No mesmo ano, os 20% mais ricos eram responsáveis por 55,4% do rendimento total municipal, valor mais de 25,4 vezes superior à dos 20% mais pobres, que era de apenas 2,2%.

## Prefeitos
- Lista de prefeitos de Boa Saúde

## Galeria

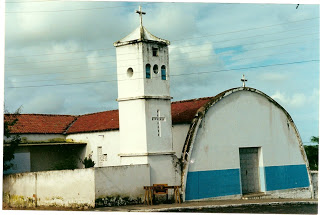
Capela de Nossa Senhora da Saúde construída em 1960
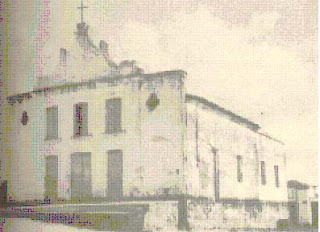
Antiga capela de Nossa Senhora da Saúde
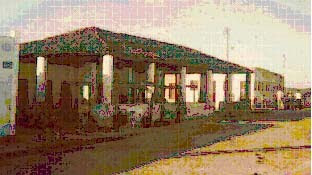
A feira e a construção do primeiro mercado
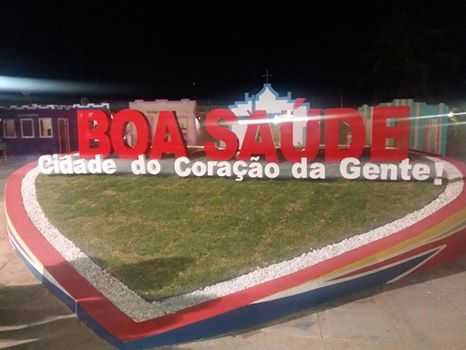
Letreiro no Centro
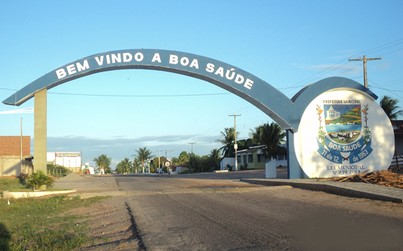
Pórtico da Cidade
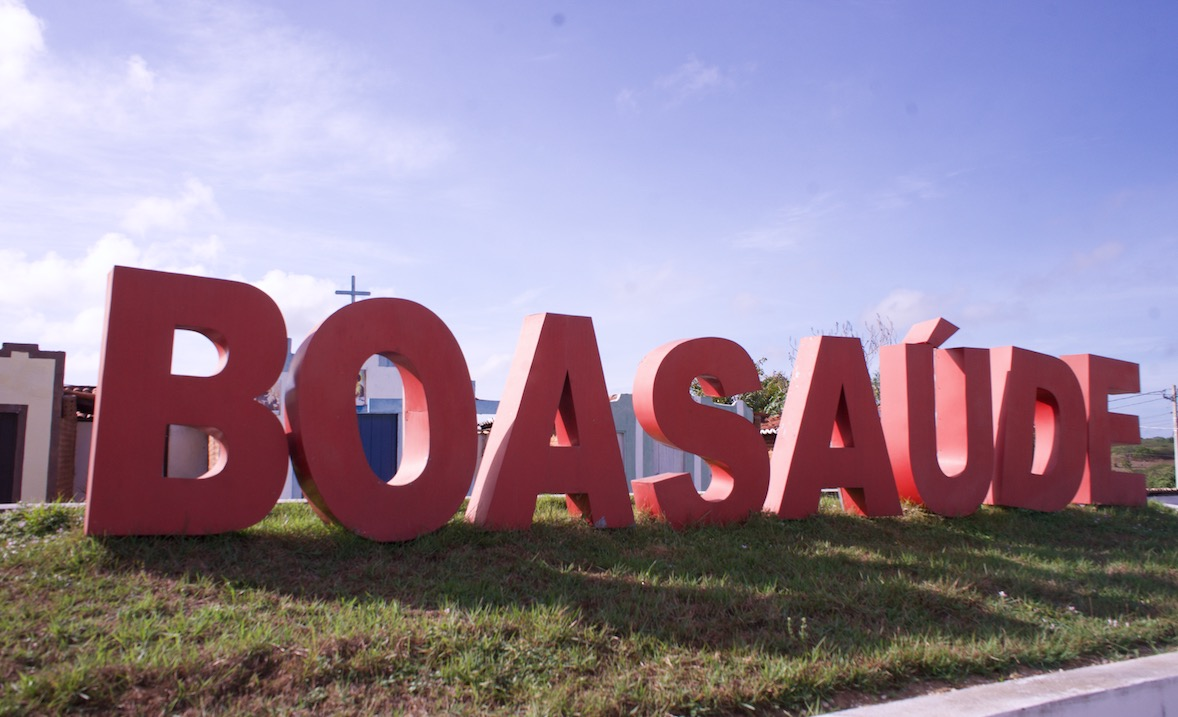
Praça central
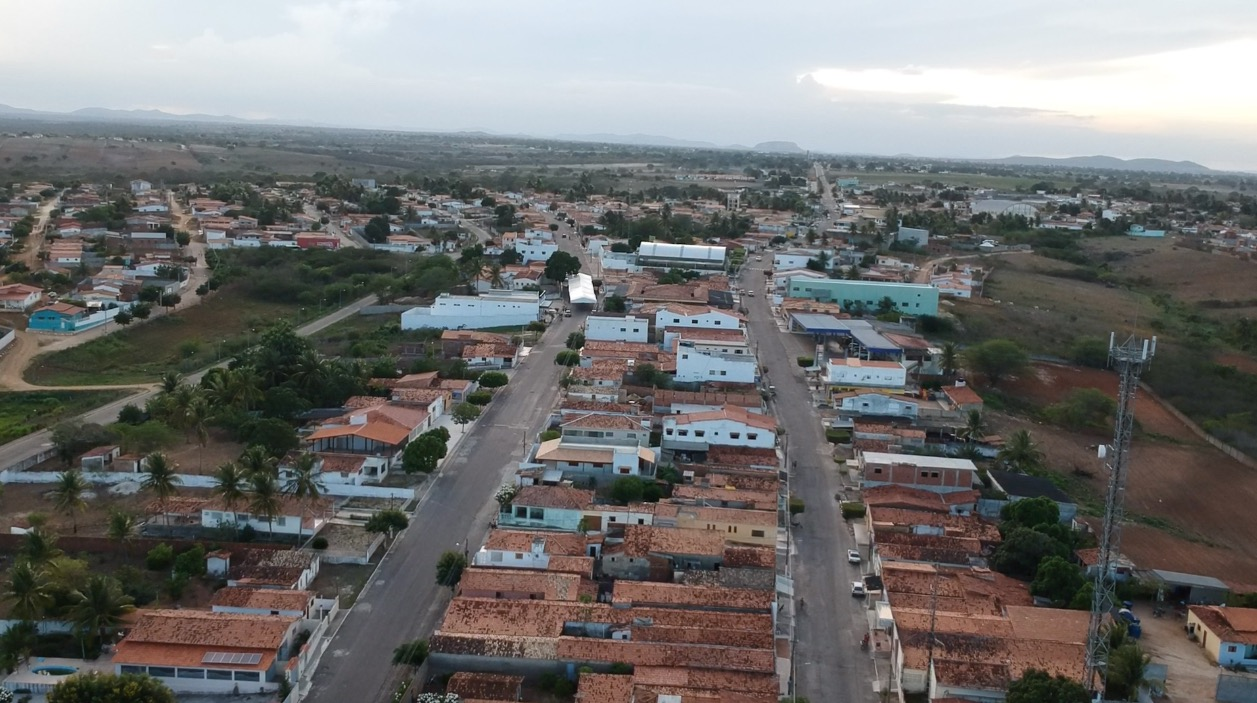
Vista aérea da cidade
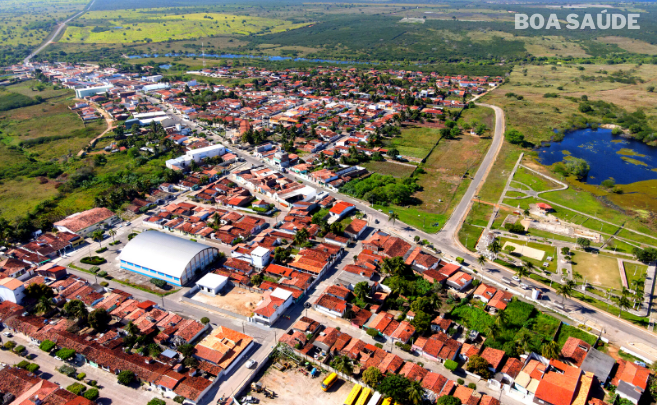
Boa Saúde RN
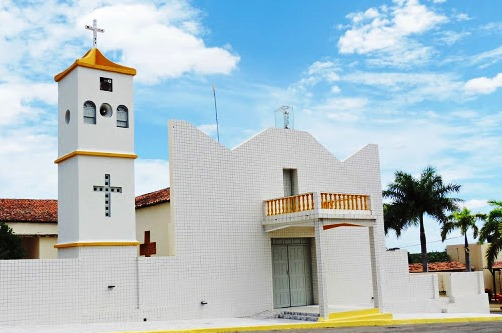
Paroquia Nossa Senhora da Saúde
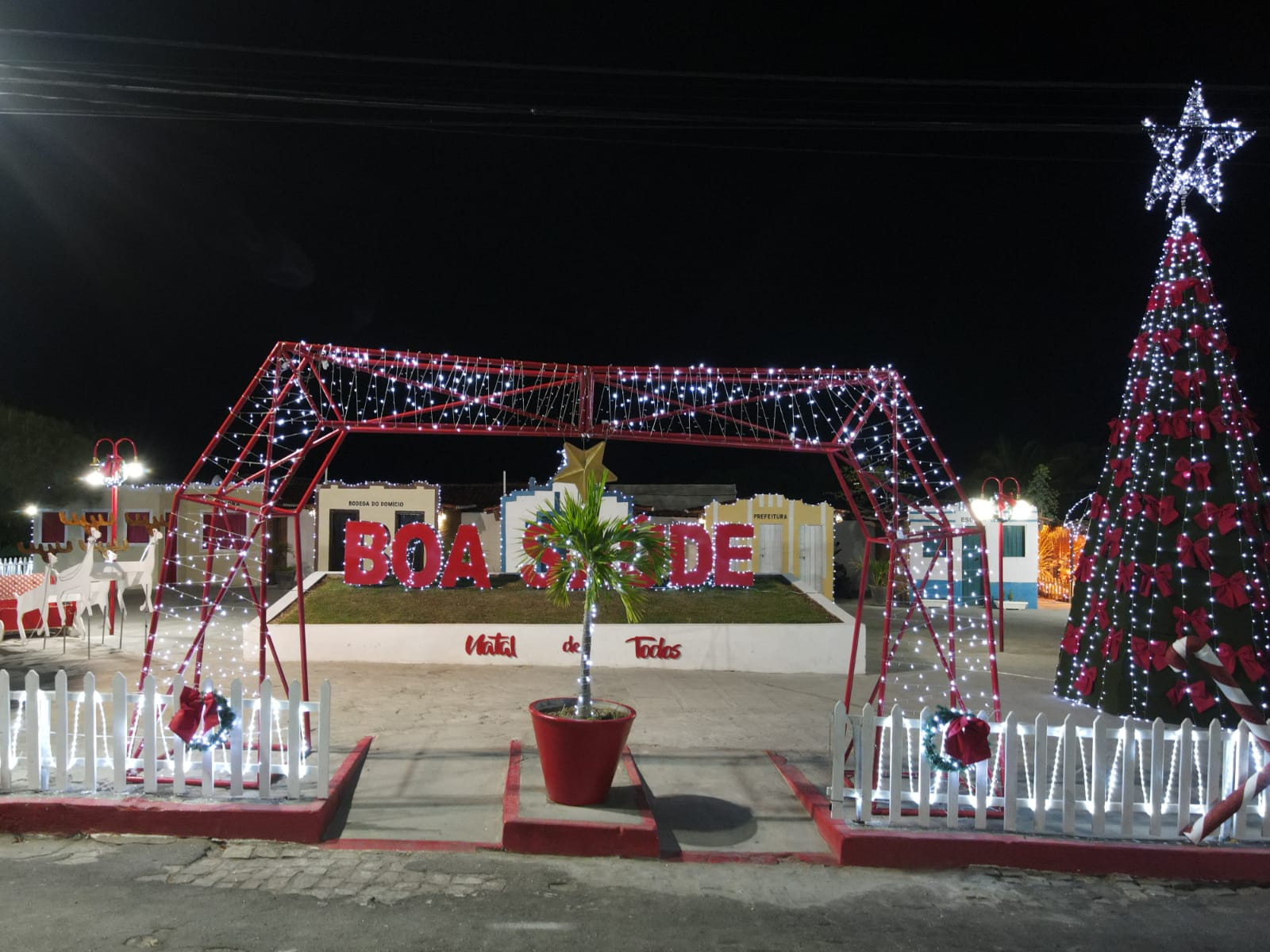
Árvore de Boa Saúde 2021